# Abduxoliq Gʻijduvoniy
Abduxoliq Gʻijduvoniy (Geburtsdatum unbekannt, gestorben 1179, 1189, 1199 oder 1220) war ein sufischer Lehrer (Murshid) und ist das zehnte spirituelle Glied in der goldenen Kette der Nachfolge der Sheikhs des Naqschbandīya-Tarīqa. Die Wurzeln des Naqschbandīya-Tarīqa reichen bis in die Zeit von Bāyazīd Bistāmī zurück, als der sufische Tarīqa Bistamiyya oder Tayfuriyya entstand.

## Leben
Gʻijduvoniy wurde in der Stadt Gʻijduvon, 40 Kilometer von Buxoro entfernt, geboren. Sein Vater, Imam Abduljamil, stammte aus der Stadt Malatya (heutige Türkei). Seine Mutter stammte aus einer adligen Familie. Man nimmt an, dass Abduxoliq Gʻijduvoniy ein Nachkomme des Imams Malik war. Religiöses Wissen erlangte Gʻijduvon in Buxoro. Er war Schüler des damals bekanntesten Gelehrten Allama Sadreddin. 
Mit dem Kommen von Gʻijduvoniy bis zu Muhammad Baha-ud-din Nakshband wurde der Tariqa Tarik Khajegan (Khajeganiyya) genannt. Gʻijduvoniys spiritueller Lehrer war Yusuf Hamadani, der auch Sheikh Ahmed Yesevi war.
Laut Quellen war er groß gewachsen, mit heller Haut und einem schönen Gesicht mit dunklen Augenbrauen. Sein Kopf war groß. Seine Brust und Schultern waren breit, und er hatte eine kräftige Statur. Wir haben nur begrenzte Informationen über das Leben von Abduxoliq Gʻijduvoniy und auch wenig über seinen Tod. Einigen Quellen zufolge starb er 1179, 1189 oder 1220. Basierend darauf, dass sein Sheikh etwa 80 Jahre alt wurde und im Jahr 1140 starb, als Gijduvani 20 Jahre alt war, könnte sein Todesjahr 1199 sein. Sein Grab befindet sich im Xoja-Abdulxoliq-Gʻijduvoniy-Komplex in seiner Heimatstadt Gʻijduvon, 40 Kilometer von Buxoro entfernt, auf dem Weg nach Samarqand. Über seinem Grab wurde ein Mausoleum errichtet.